# Telipogon tsipiriensis
Telipogon tsipiriensis är en orkidéart som först beskrevs av Franco Pupulin, och fick sitt nu gällande namn av Norris Hagan Williams och Robert Louis Dressler. Telipogon tsipiriensis ingår i släktet Telipogon och familjen orkidéer.
Artens utbredningsområde är Costa Rica. Inga underarter finns listade i Catalogue of Life.